# アルマン・エマニュエル・ド・ヴィニュロー・デュ・プレシ
第5代リシュリュー公爵アルマン・エマニュエル・ソフィー・セプティマニー・ド・ヴィニュロー・デュ・プレシ（仏: Armand Emmanuel Sophie Septimanie de Vignerot du Plessis, 5e duc de Richelieu, 1766年9月25日 – 1822年5月17日）は、フランス復古王政時代の政治家である。フランス革命戦争とナポレオン戦争の間は、王党派の一人として大将の地位にいながら、ロシア帝国陸軍において将校として仕えた。

## 生涯

### 前半生
第4代リシュリュー公爵ルイ＝アントワーヌ＝ソフィー・ド・ヴィニュロー・デュ・プレシの息子として、1766年9月25日にパリで生まれた。父はルイ15世の寵臣ルイ・フランソワ・アルマン・ド・ヴィニュロー・デュ・プレシの息子で相続人である。祖父の存命中はシノン伯爵（comte de Chinon）の称号で知られたアルマンは1782年、15歳の時にロザリー・ド・ロシュシュアール（Rosalie de Rochechouart、結婚当時は12歳）と結婚したが、夫婦関係は形式的なもの以上には決してならなかった。2年間の外国旅行の後、王妃マリー・アントワネットの近衛連隊に入り、翌年に宮廷で官職を得た。宮廷では若年にして清教徒的な厳格さが評判となった。
1788年に祖父が没すると父がリシュリュー公領を相続、シノン伯爵からフロンサク公爵（duc de Fronsac）にあらたまったアルマンは1789年には騎兵隊の中のエステルハージ連隊の隊長を務めている。同年の10月5日、ヴェルサイユ行進が始まった時はパリにいて国王一家の安全を危惧し、変装すると群衆に紛れ込んで王と王妃に警告すべくヴェルサイユに向かったのだが、路上の多くの人々を突破することが出来ず林の近道を取る。怒れる群衆が宮殿前に集まったちょうどその時に到着するとマリー・アントワネットのもとへ駆けつけ王の部屋へ避難するよう要請しようとする。そうすれば間違いなく王妃の命は長らえるだろうと考えたのだ。

### 亡命

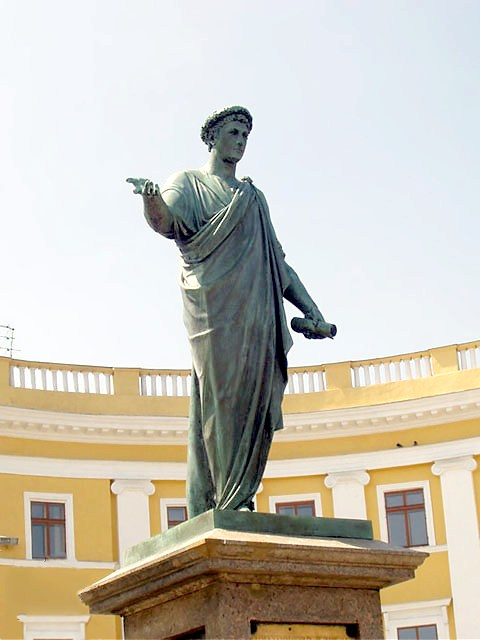
オデッサのリシュリュー公の彫像（イワン・マルトス）

1790年、アルマンはパリを離れウィーンに向かった。その後、友人シャルル・ジョセフ・アントワーヌ・ド・リーニュ（リーニュ公爵シャルル・ジョゼフの息子）と一緒にロシア帝国陸軍に義勇軍として参加することを決断、11月21日にベンデルの司令部に到着した。2人は同年のイズマイール包囲戦に参戦し、女帝エカチェリーナ2世から聖ゲオルギー勲章を授与され、黄金の剣を賜った。1791年2月、父の死に際しリシュリュー公爵を襲爵した。直後、フランス王ルイ16世からの召喚を受けてパリに戻ったが、宮廷からさほど信用されず、ヴァレンヌ事件に際して逃亡計画を告知されなかった。7月に憲法制定国民議会からロシア軍に従軍するためのパスポートを得て、軍務に戻った。
ロシア陸軍においては少将に昇進したが、政敵の攻撃で負傷して軍務から離れることを余儀なくされた。しかし皇帝アレクサンドル1世が即位すると状況が好転し、ロシア政府の要請によりフランスに合法的に帰国することの出来ない違法亡命貴族のリストから名が消去された。1803年にオデッサ市長、1805年にノヴォロシア県知事に任命された。両者ともに1814年まで務め、その間にオデッサは寒村から大都市に発展した。また、1806年から翌年まで露土戦争で1個師団を指揮し、コーカサスへの遠征にも関わった。

### フランス帰国後
ナポレオン失脚の1814年にフランスに帰国したが、ナポレオンがすぐにエルバ島から戻ってきたため（百日天下）、ルイ18世とリール近くまで同道、そこからロシア軍に再び参加するためにウィーンに戻った。アレクサンドル1世との知己でルイ18世とフランスの利益に最善の奉仕が出来るだろうという目論みからである。
アルマンの人となりと家系により、彼は王政復古したばかりの政権にとって重要な支援者である。多くの亡命貴族（エミグレ）と同じく、アルマンは本国での財産を没収されたが、亡命中にほかの亡命貴族から距離を置き、反革命陰謀に関わらなかった。亡命貴族の多くが求めていたフランス革命の成果に逆行する政策にも支持しなかった。
ロシア皇帝の個人的な友人として、アルマンの対仏大同盟諸国への影響力は大いに役に立つと目されたが、シャルル＝モーリス・ド・タレーラン＝ペリゴールから入閣を申し出された際、長期間フランスにいなかったことと、本国の状況に無知であることを理由に辞退している。しかし、タレーランが首相を辞職した後はその後任になった。もっとも、アルマン自身は就任に同意したとき、閣僚の顔を1人も知らなかったと述べている。
フランスが大変早く同盟軍の占領から解放されたのは主にアルマンの影響力による。これを達成するために、彼は1818年にアーヘン会議に出席した。アーヘン会議において、同盟諸国が条約により、フランスの革命問題が復活した場合に神聖同盟軍が介入することを義務付けられていることを知った。
同年12月、選挙法を反動的に改正する法案が閣僚に支持されなかったため首相を辞任したが、ルイ18世の甥で後継者のベリー公シャルル・フェルディナン・ダルトワ暗殺事件とそれによるエリー・ドゥカズの失脚後、再度首相に就任した。しかし2度目の在任期はユルトラと自由主義者からの政治的攻撃で安定せず、1821年12月12日に辞任、翌年の1822年5月17日に卒中で死去した。リシュリュー公爵位は甥のアルマン＝フランソワ＝オデ・シャペル・ド・ジュミラクに受け継がれた。